# Sarrazac (Lot)
Sarrazac ist eine Ortschaft und eine Commune déléguée in der französischen Gemeinde Barguelonne-en-Quercy mit 525 Einwohnern (Stand 1. Januar 2022) im Département Lot in der Region Okzitanien. Der Ort gehörte zum Arrondissement Gourdon und zum Kanton Martel.
Der Erlass vom 2. August 2018 legte mit Wirkung zum 1. Januar 2019 die Eingliederung von Sarrazac als Commune déléguée zusammen mit der früheren Gemeinde Cressensac zur Commune nouvelle Cressensac-Sarrazac fest. Der Verwaltungssitz befindet sich in Cressensac.
Der Name der Gemeinde leitet sich von einem Landgut eines Sarratius ab.
Die Einwohner werden Sarrazacois und Sarrazacoises genannt.

## Geographie
Sarrazac liegt circa 36 km nordnordöstlich von Gourdon in der historischen Provinz Quercy an der nördlichen Grenze zum benachbarten Département Corrèze.
Umgeben wird Sarrazac von fünf Nachbargemeinden und einer Commune déléguée von Cressensac-Sarrazac:
|                                  | Turenne (Corrèze)                           | Ligneyrac (Corrèze) |
| Cressensac (Cressensac-Sarrazac) | Kompassrose, die auf Nachbargemeinden zeigt | Cavagnac            |
| Cuzance                          | Le Vignon-en-Quercy                         |                     |

Sarrazac liegt im Einzugsgebiet des Flusses Dordogne. Der Ruisseau de Rionet, ein Nebenfluss des Vignon, entspringt auf dem Gebiet der Gemeinde.

## Geschichte

### Sarrazac
Das Dorf gab es bereits in der gallorömischen Zeit und litt im Jahre 411 unter der Invasion der Westgoten. Die Sarkophage aus dem fünften und sechsten Jahrhunderts, die in der Nähe des Zentrums der Gemeinde gefunden wurden, belegen die Präsenz eines Friedhofs in merowingischer Zeit. Gegen 823 wurde Sarrazac von Raoul de Quercy, Erzbischof von Bourges, erwähnt. Seine Schwester Emma (Emmène) war Äbtissin des Klosters in Sarrazac. Im neunten Jahrhundert bat Graf Raoul (Rodulfe) von Turenne, in der Kirche St. Geniès begraben zu werden.
Sarrazac gehörte zur Vizegrafschaft Turenne, bei dem sie der Sitz des Parlaments war. Vermutlich gehörte der viereckige Turm hinter der Kirche zum Herrenhaus. Die Erwähnung eines Gaubert de Sarrazac im Jahr 1169 lässt den Schluss zu, dass es eine Familie von Sarrazac gab. Sarrazac war wahrscheinlich ein befestigtes Dorf um das 12. Jahrhundert. Es verlor seine Privilegien bei der Loslösung aus der Vizegrafschaft im Jahre 1738 und Übergabe an den König von Frankreich, was die Wirtschaft des Dorfes schwächte.
Während der Französischen Revolution war
von Sarrazac 1790 bis 1800 die Hauptstadt des Kantons.

### L’Hôpital Saint-Jean
Beim Hôpital Saint-Jean handelt es sich um einen Weiler der Gemeinde, dessen Namen auf die Hospitaliter zurückgeht, die sich dort um 1099 niederließen. Er wurde zu L’Hôpital Saint-Jean de Jaffa, nachdem einer der Vizegrafen von Turenne nach seiner Rückkehr von Kreuzzügen den Namen Jaffa anfügte. Der Vizegraf Raymond von Turenne spendete für den Bau eines Krankenhauses. Auf einem Sturz ist der lateinische Spruch „Certus Dolor, Incerta Curatio“ (deutsch gewiss ist der Schmerz, ungewiss die Genesung) eingraviert, ein Hinweis auf den Standort des Krankenhauses an der Stelle einer heutigen Bäckerei.
Der Weiler liegt an einer alten Straße der gallorömischen Zeit. Sie folgte der Hügellinie von Nazareth im heutigen Département Corrèze über Martel nach Rocamadour. Der Fund des Grabes des heiligen Amadour brachte der Straße einen Aufschwung an Pilgern, und das Krankenhaus wurde eine Etappe auf dieser Pilgerroute.
Gegenüber der Post befindet sich ein alter Gasthof mit einem Schornstein namens „Fanal“ (deutsch Fanal) aus dem 14. oder 15. Jahrhundert. Er wird überragt von einer hohlen Säule mit Löchern, in der eine Laterne eingelassen werden konnte, um den Pilgern den Weg zu zeigen. Am Dorfeingang, von Cressensac kommend, befand sich ein Leprosenhaus. Die Ritter hatten ihre Komturei in einem Haus eingerichtet, wovon ein viereckiger Turm und Fenster im Renaissance-Stil erhalten geblieben sind. Gegenüber der Kirche befand sich die Seilerei, heute zu erkennen an einem Seil, das auf einem hölzernen Sturz geschnitzt ist. Es wurden Häuser gebaut, Geschäfte eingerichtet, Handwerker angesiedelt, es entwickelte sich zu einem Straßendorf und die Viehmärkte wurden zu den bedeutendsten der Vizegrafschaft.
Im 18. Jahrhundert führte die Route Brive-la-Gaillarde–Montpellier fortan durch Cressensac und die Zahl der Reisenden durch L’Hôpital Saint-Jean sank. Während des ganzen Jahrhunderts hat der Ruf der Märkte nicht nachgelassen, ebenso der Viehhandel und der Handel von Wolle und Hanf. In der Mitte des 19. Jahrhunderts waren die Trüffelmessen an zweiter Stelle im Département.
Um 1843 wurde das Dorf zur Pfarrgemeinde erhoben.

## Einwohnerentwicklung
Nach Beginn der Aufzeichnungen stieg die Einwohnerzahl bis zur Mitte des 19. Jahrhunderts auf einen Höchststand von rund 1.450. In der Folgezeit sank die Größe der Gemeinde bei kurzen Erholungsphasen bis zu den 1990er Jahren auf 440 Einwohner, bevor eine relativ kurze Wachstumsphase am Anfang des 21. Jahrhunderts einsetzte, die in jüngster Zeit endete und die Größe wieder stagnieren ließ.
| Jahr      | 1962 | 1968 | 1975 | 1982 | 1990 | 1999 | 2006 | 2011 | 2022 |
| --------- | ---- | ---- | ---- | ---- | ---- | ---- | ---- | ---- | ---- |
| Einwohner | 518  | 530  | 506  | 496  | 440  | 481  | 523  | 642  | 525  |

## Sehenswürdigkeiten

### PfarrkircheSaint-Geniès
Die Pfarrkirche Saint-Geniès erschien im Kopialbuch der Abtei in Beaulieu anlässlich einer Schenkung von Graf Rodolphe und seiner Frau zugunsten ihres Sohnes Rodolphe und ihrer Tochter Emmène im Jahre 823, die beide dazu bestimmt waren, Gott zu dienen. Rodolphe, der zum Erzbischof von Bourges ernannt wurde, übergab dem Kloster Beaulieu, das er um 840 gründete, verschiedene Güter, darunter Sarrazac und die Pfarrkirche.
Die Wände des Langhauses und vor allem das Joch, das mit einer achteckigen Kuppel unterhalb des Glockenturms bedeckt ist, könnten am Ende des 12. oder zu Beginn des 13. Jahrhunderts gebaut worden sein. Dort sind glatte oder mit Blättern verzierte Kapitelle zu sehen.
Die polygonale Apsis oder zumindest ihr Gewölbe mit Liernen stammt aus dem 15. Jahrhundert, wie auch das Dach des Langhauses. Möglicherweise wurden die beiden Seitenschiffe zur gleichen Zeit hinzugefügt. Die nördliche Seitenkapelle stammt vermutlich aus dem späten 15. oder frühen 16. Jahrhundert. Auf dem Schlussstein ist das Wappen der Familie Vielheschezes zu sehen, die sich im 15. Jahrhundert in Sarrazac niederließ. Das westliche Eingangsportal und die Sakristei wurden im 19. Jahrhundert errichtet. Die Apsis bewahrte drei Tafeln aus Holz mit Flachreliefs aus dem 17. Jahrhundert und die Überreste eines Litre funéraire aus dem 17. oder 18. Jahrhundert. Die Tafeln sind als Monument historique klassifiziert. Das Gewölbe des Langhauses erhielt im 19. Jahrhundert ein Dekor im Stil der Neorenaissance. Die Glasfenster sind datiert und signiert mit „Saint-Blancat, Toulouse, 1887“. Die Kirche ist seit dem 10. September 1947 als Monument historique eingeschrieben.

### PfarrkircheSaint-Saturninin Valeyrac
Die ältesten Teile der Kirche Saint-Saturnin stammen vermutlich aus dem 13. Jahrhundert. Die nördliche Seitenkapelle wurde 1553 für Pfarrer Antoine Muzac erbaut, der damit die Patronage seiner Familie übernahm. Das Eingangsportal dürfte aus demselben Zeitraum stammen. Der Sturz des Fensters der Sakristei trägt die Jahreszahl „1779“. Die Gewölbe des Langhauses und der Apsis wurden 1878 wieder instand gesetzt.
Es gibt keine historischen Dokumente, die den Ursprung dieser Kirche belegen. Weil sie auf einer der vielen Quellen dieses Tals gebaut wurde, kann davon ausgegangen werden, dass sie eine heidnische Kultstätte ersetzte. Der Name des heiligen Saturninus von Toulouse, dem ersten Bischof von Toulouse, der im dritten Jahrhundert den Märtyrertod erlitt, weist auf einen sehr alten Ursprung hin. Das Gebäude verfügt über ein Langhaus mit zwei Jochen, das mit einem Kreuzgratgewölbe aus Ziegelsteinen ausgestattet ist, gefolgt von einer polygonalen Apsis. Eine Seitenkapelle mit einem Kreuzrippengewölbe, die sich am nördlichen Kirchenschiff öffnet, wurde hinzugefügt. Ein Teilstück eines Stabes an der Südwand hinter dem Eingangsportal könnte darauf hinweisen, dass zumindest ein Gebäudeteil einst mit einem Tonnengewölbe versehen war. Ein massiver Glockenturm erhebt sich über dem ersten Joch des Langhauses. Der Anbau des Pfarrhauses im Westen verdeckt den ursprünglichen Eingang zur Kirche. Die unteren Partien der Wände gehen auf die Romanik zurück, während die oberen Partien und die Gewölbe auf eine spätere Zeit datieren. Das sich nach Süden öffnende Eingangsportal befindet sich am Fuß des Glockenturms. Die Ornamente auf seinem Fries sind in Form von Pflanzen oder geometrischen Motive behutsam aufgetragen. Sie stammen wahrscheinlich aus dem 16. Jahrhundert. Das Wappen auf dem Schlussstein auf dem Bogen des Portals ist nicht mehr identifizierbar. Über dem Portal befindet sich auf halber Höhe eine Sonnenuhr. Im Chor sind Grabplatten zu sehen, die mit einem eingravierten Kreuz und dem Christusmonogramm versehen sind.

### PfarrkircheSaint-Rochin L’Hôpital Saint-Jean
Zu Beginn des 17. Jahrhunderts erfasste eine Pestepidemie das Land und die Überlebenden entschieden sich, eine Kapelle zu Ehren des Rochus von Montpellier, dem Schutzpatron der Pestkranken, zu errichten. Die Kapelle ist inzwischen verschwunden, aber die heutige Pfarrkirche, deren Bau ab 1875 beschlossen wurde, wurde dem gleichen Schutzpatron geweiht. Sie ist im neugotischen Stil gebaut mit einem einschiffigen Langhaus mit einer Länge von zwei Jochen, einem vorgebauten Joch unter dem Glockenturm, zwei Seitenkapellen, die ein Querschiff bilden und einem Joch eines viereckigen Chors. Die östlichen Wände zeigen Wandmalereien. Einige Glasfenster stammen von Louis-Victor Gesta aus Toulouse, insbesondere in der südlichen Kapelle mit einem Fenster mit einer Darstellung von Rochus.

### Schloss Les Chabannes
Das Hauptgebäude des Schlosses Les Chabannes könnte aus dem 15. Jahrhundert stammen. Die westlichen Partien sind nach einem Zusammenbruch im Jahre 1945 vollständig mithilfe von originalen Bauelementen wiederhergestellt worden. Ein zweites Gebäude datiert vermutlich aus dem 17. Jahrhundert.
Im 14. Jahrhundert wird das Gebiet von Chabannes an Adhémar d’Aigrefeuille, Baron von Gramat, verkauft. Vom 15. bis zum Ende des 16. Jahrhunderts gehörte das Anwesen der Familie Muzac, die dem Vizegraf von Turenne huldigten. Das Schloss gelangte über eine Heirat in die Hände der Familie Tournier, die es bis 1760 bewohnten, dem Datum der Heirat von Thérèse-Ursule de Tournier mit Jean de Materre, dem Seigneur von Le Chauffour. Seine Familie behielt das Schloss bis 1870, als sie es an ihren Landwirt Traversat verkauften, der es jedoch fast ein Jahrhundert lang sich selbst überließ. Im Jahre 1966 kauften ein Maler und seine Frau die Ruine und ließen umfangreiche Restaurierungsarbeiten durchführen.
Am Fuß eines sechseckigen Turms führt eine Tür zu einer Spindeltreppe. Zwillingsfenster schmücken die Fassade, darunter zwei Eckfenster an der Gebäuderückseite. Ein Taubenschlag aus dem späten 17. Jahrhundert mit einem mit flachen Steinen gedeckten Dach besetzt die Innenecke des zweiten Gebäudes. Das Schloss befindet sich in Privatbesitz und ist der Öffentlichkeit nicht zugänglich.

### Schloss Crozes

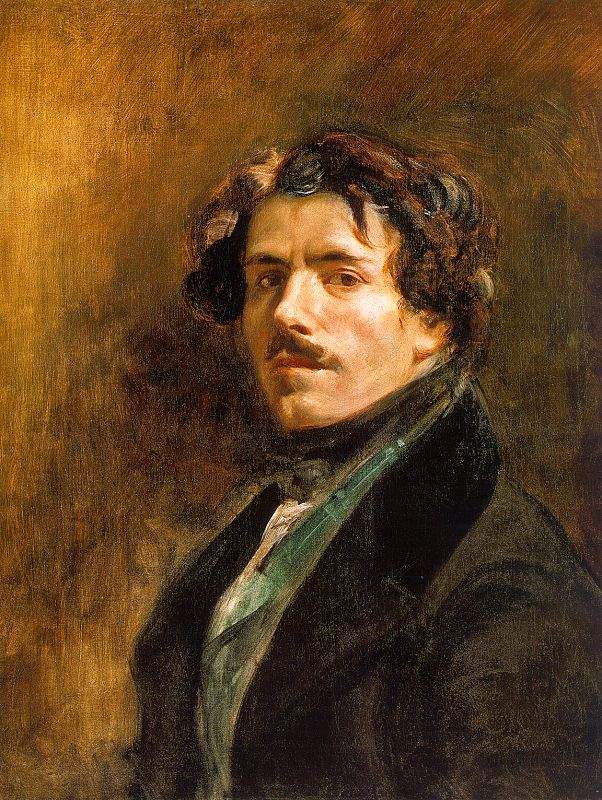
Eugène Delacroix Selbstbildnis 1837

Die erstmalige Erwähnung eines Landguts Crozes erfolgte im neunten Jahrhundert im Kopialbuch der Abtei in Beaulieu. Im Jahre 1470 wird ein „Landhaus Crozes“ erwähnt, das fortan zum Besitz von Etienne de Vieilleschièzes gehörte, der es von den Adeligen Galhard und Jean Paulin erworben hatte. Nach diesem Datum ließ er das Schloss an der Stelle eines früheren Festen Hauses errichten. Im Jahre 1504 unterhält Pierre de Vielheschezes, Seigneur von Le Bastit, das Landgut ohne Gerichtsbarkeit vom Vizegrafen von Turenne. Seine Familie besaß es noch 1589 und 1609, bevor die Grundherrschaft im Jahre 1611 an Jean de Marqueyssac überging, dem Neffen von Raymond de Vielheschezes, der ohne direkte Nachkommen verstarb. Die nahen Verwandten, die Marqueyssacs, folgten ihm bis 1813 und verkauften das Schloss an François de Verninac, den Attaché seines Cousins Raymond de Verninac. 1796 heiratete Raymond de Verninac Henriette Delacroix, die Tochter des Ministers für auswärtige Beziehungen unter dem Konsulat. Er gestaltete das Schloss um und stattete es mit einem kleinen Wachhaus neben dem Taubenschlag aus. Als er starb, übernahm sein Sohn François die Verwaltung des Anwesens, blieb aber nicht dort und überließ die Nutzung in den 1830er Jahren seiner Mutter. Der Maler Eugène Delacroix, ein Schwager von François de Verninac, hielt sich zweimal hier auf. Er nahm das Zimmer, das später eine Bibliothek wurde. Von dort hatte er einen Blick auf Turenne und Cavagnac, der auch in seinen Zeichnungen zu sehen ist.
Das Schloss bestand ursprünglich aus zwei rechtwinklig angeordneten Flügeln. Es hat heute die Form eines großen Wohntrakts mit rechteckigem Grundriss mit einem mit Schießscharten bewehrten Pavillon im Osten. Dessen Fundamente stammen möglicherweise aus dem 13. Jahrhundert. Die Nordostecke wird durch einen dicken runden Turm ausgefüllt, der mit Schießluken versehen ist. Die Hauptfassade ist einem großen Park zugewendet. An der Ecke befindet sich ein polygonaler Turm mit einer Spindeltreppe im Inneren, die zu den oberen Stockwerken führt. Sein Eingang ist mit einem Kielbogen und Fialen verziert. An der Rückseite des Schlosses sind gemauerte Überreste eines Burggrabens zu erkennen, der das Schloss im 15. und 16. Jahrhundert schützte. Im 18. Jahrhundert wurde das Schloss umgestaltet und im Jahre 1860 im neugotischen Stil vollständig restauriert. Die Fenster mit Stürzen in Form von Segmentbogen beleuchten die Flure des Schlosses, die sich zu den Räumen öffnen, die mit Täfelungen und mit Stuck im Rokoko-Stil verschönert sind. Ebenfalls im 19. Jahrhundert wurde ein Musterbauernhof auf dem Grundstück eingerichtet. Das Schloss, die beiden Pavillons im Innenhof und der Musterbauernhof sind seit dem 17. März 1999 als Monument historique eingeschrieben. Es ist in Besitz einer Privatperson und der Öffentlichkeit nicht zugänglich.

### Schloss Le Granger
Das Schloss mit seinen spitzen Türmchen verdankt seinen Namen einer Scheune, die im 12. Jahrhundert Zisterziensern gehörte, die dem Kloster Obazine angegliedert waren. Das Anwesen wurde im letzten Jahrhundert einer Restaurierung unterzogen, die sein Aussehen des 18. Jahrhunderts grundlegend veränderte. Zu dieser Zeit befand sich das Anwesen im Besitz von Antoine Dussol, der Marguerite de Verninac aus einer alten Familie des Quercy geheiratet hatte. Aus dieser Familie stammte Raymond de Verninac-Saint-Maur, ein Diplomat in den Diensten der Französischen Revolution und des Ersten Kaiserreichs.

### Schloss Muzac

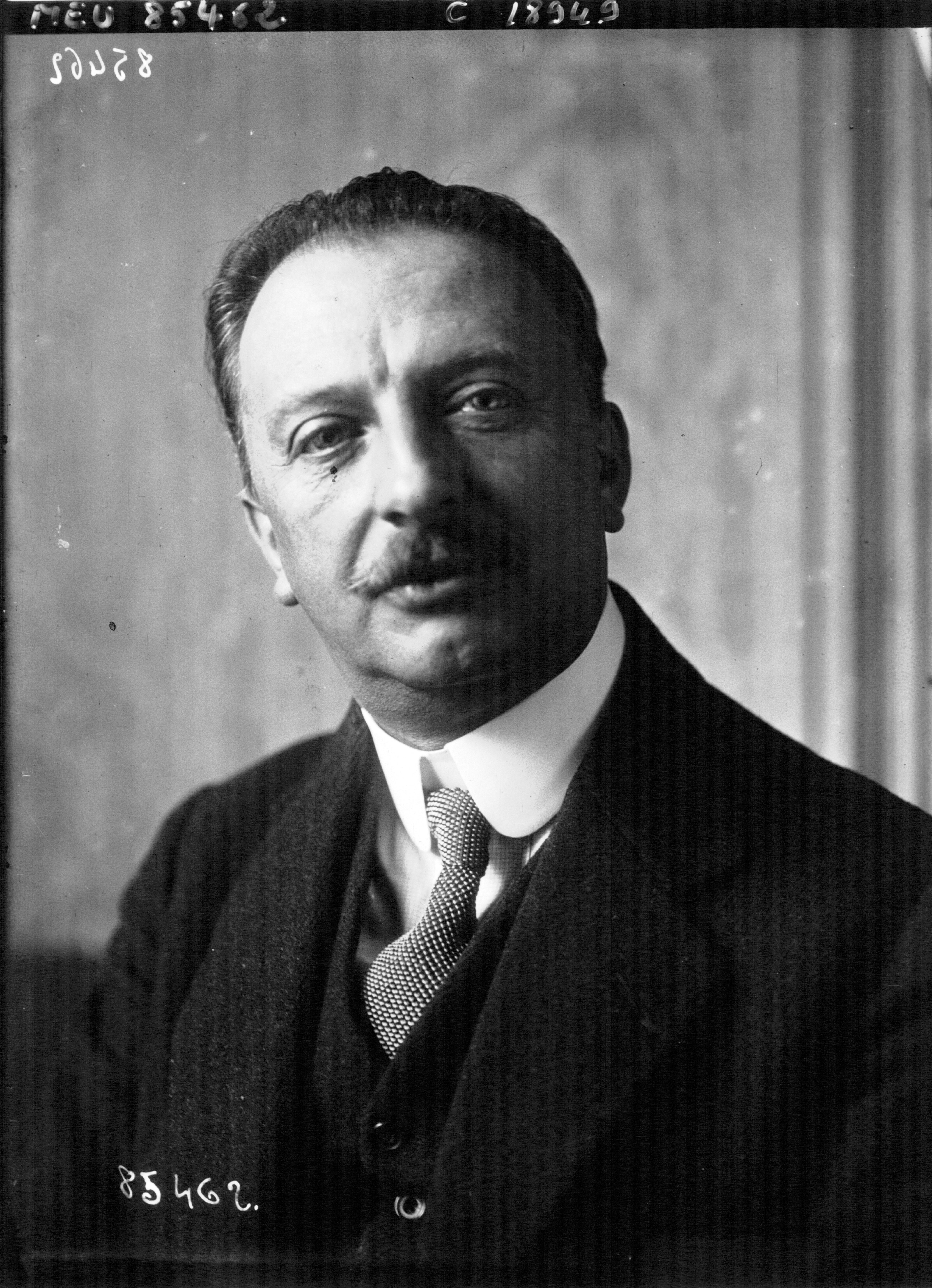
Maurice Colrat 1920

Das Schloss Muzac wurde am Ende des 16. Jahrhunderts für die Familie de Montrozier erbaut. Es handelt sich um ein Anwesen mit einer Reihe von Wohntrakten mit Blick auf einen Garten. Das Gebäude war im 17. Jahrhundert im Besitz der Familie Muzac aus dem Bürgertum des Haut-Quercy. Die Tourniers bewohnten es im 18. Jahrhundert, dann folgte die Familie Dellac.

## Persönlichkeiten
Maurice Colrat de Montrozier, geboren am 29. September 1871 in Sarrazac, gestorben am 5. März 1954 in Paris, war ein französischer Politiker und Journalist. Er bekleidete in den 1920er Jahren unter anderem die Ämter des Abgeordneten des Départements Seine-et-Oise und des Justizministers. Während der Deutschen Besetzung Frankreichs im Zweiten Weltkrieg unterstützte er Philippe Pétain politisch.